# Buhen
Buhen è un insediamento dell'antico Egitto situato lungo il Nilo, poco prima della seconda cateratta. Il sito è conosciuto per i resti della grande fortezza che in epoca egizia faceva parte di un munito sistema difensivo e di sorveglianza. Il complesso era composto da 13 roccaforti poste lungo il fiume, da Elefantina a nord fino a Semna a sud, a presidio delle vie di comunicazione fluviali e terrestri con la Nubia (Kush, all'epoca principale potentato della regione, poi nome esteso genericamente a tutta la Nubia).

## Le fortezze del Sud

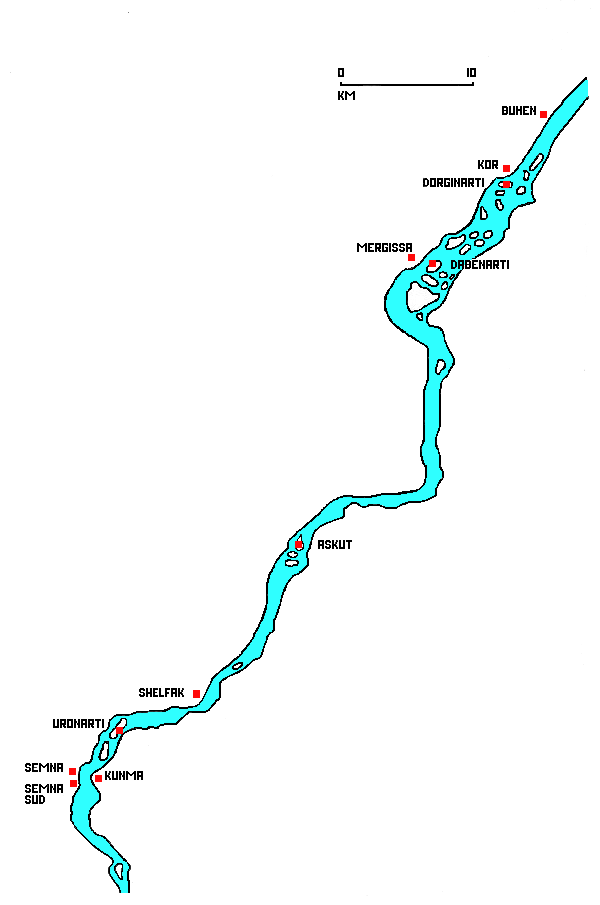
posizione delle fortezze lungo il Nilo

La struttura nella sua veste definitiva dovrebbe risalire al 1860 a.C. durante il regno di Sesostri III (1877 – 1843 a.C.), sovrano della XII dinastia. Ancora prima furono il nonno Amenemhat II (1928 – 1895 a.C.) e il padre Sesostri II (1895 – 1877 a.C.) a iniziare la costruzione di roccaforti nella regione.
Il centro urbano di Buhen fu il primo che nacque lungo la via per la Nubia all'epoca di Snefru (IV dinastia) e alcuni graffiti, iscrizioni testimoniano che gli egizi vi abitarono per altri 200 anni fino alla V dinastia, poi dovettero cedere alle ondate migratorie dal sud. La zona venne popolata principalmente da nubiani. L'abitato era importante per la fusione del rame e il transito di merci dal sud e dalle cave di pietra dell'Uadi Hammamat (oggi meglio identificata nello Uadi Allaqi e nelle antiche rovine di Berenice Pancrisia). Esistono comunque prove che le prime abitazioni si possono far risalire addirittura alla II dinastia. Il centro rimase attivo fino al regno di Taharqa della XXV dinastia.
Sesostri III fu un sovrano molto intraprendente, un vero re guerriero. Alla morte del padre Sesostri II la Nubia si ribellò, tanto che il giovane re preparò subito le truppe e partì per il sud. La fortezza di Buhen fu la quarta di una serie di roccaforti fatte costruire durante le cinque campagne di sottomissione e conquista della Nubia. Nella prima campagna il re fece costruire le fortezze di Semneh (o Semna, oggi Batn al-Hajjar nel Sudan) e Kemna sulle opposte rive del Nilo e una terza sull'isola di Uronarti, tutte appena al di sotto della seconda cateratta.
Buhen era centro amministrativo e dalla fortezza partivano carovane per il commercio con la ricca Nubia e i territori dell'area.
Le principali vie di collegamento sono state ritrovate nel 2004 da una spedizione italiana guidata dai fratelli Angelo e Alfredo Castiglioni. La prima pista arrivava a Berenice Pancrisia: all'altezza del Bir Un Ghat, scavalcava le vicine montagne e compiva il suo tragitto fra l'Uadi Allaqi e la rocca di Kuban sul Nilo.
La seconda giungeva al Jebel Umm Nabari, ricco di quarzo aurifero e alle miniere d'oro di Wawat.

## Struttura

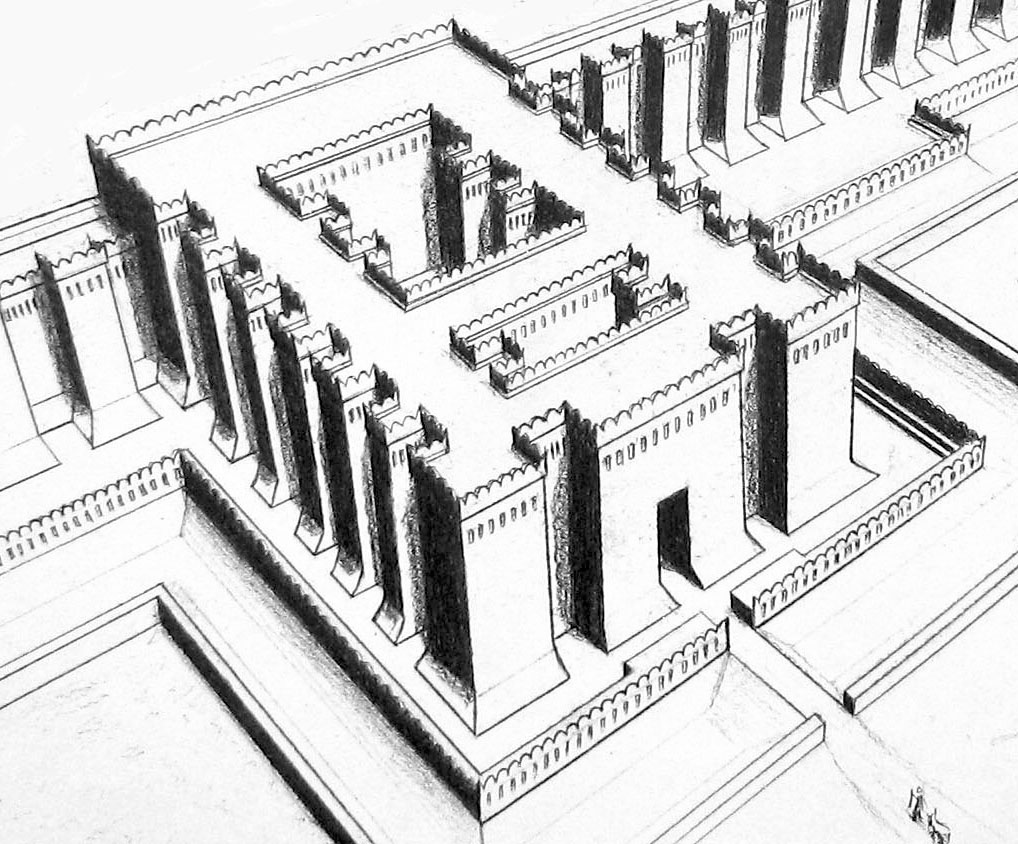
Fortezza di Buhen, ricostruzione grafica del portale d'ingresso fortificato

All'epoca la rocca di Buhen si estendeva per più di 150 metri lungo la riva ovest del Nilo e aveva una superficie coperta di 13.000 metri quadri, il tutto circondato da un fossato profondo 3 metri. Le mura più imponenti del forte, in mattoni crudi, erano spesse circa 5 metri, alte 10 ed erano intonacate di bianco. Presentavano già molte delle caratteristiche dei successivi castelli medievali: torri, ma solo quadrate, feritoie e merlature. Il nucleo principale era protetto da una cinta muraria più bassa, munita di bastioni. All'interno stava una città in miniatura tracciata lungo un sistema a griglia. Si stima che, al momento della maggiore prosperità, la popolazione abbia raggiunto il massimo di circa 3.500 unità. Vi risiedeva l'amministrazione della linea di roccaforti della seconda cateratta.
Alle prime quattro fortezze, ne vennero aggiunte altre, sempre lungo il corso del fiume, nelle località di Kor, Mergissa, Dabenarti, Askut, Shalfak, Semna sud. Tutte avevano forme e dimensioni diverse, con basi trapezoidali, triangolari, o altro, per adattarsi al terreno e all'orografia dei luoghi prescelti per la loro costruzione. 
Queste costruzioni sono state sommerse dalle acque del Lago Nasser (tranne Shafalk che attualmente si trova su un'isola): essendo state erette con mattoni crudi, i loro resti sono in totale sfaldamento.